# 弾道ミサイル

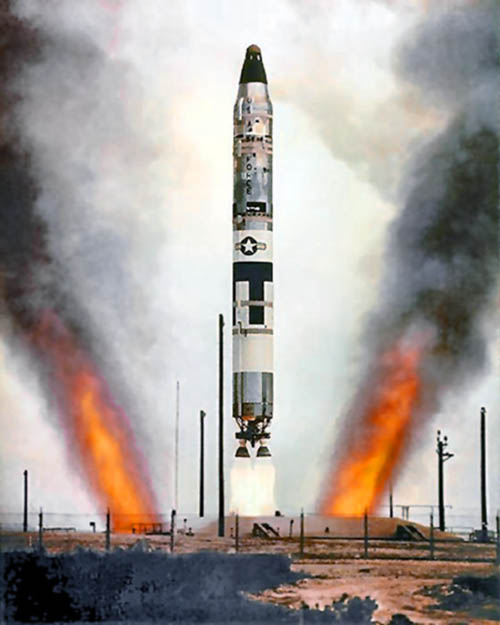
タイタンIIの発射

弾道ミサイル（だんどうミサイル、英: ballistic missile）は、大気圏の内外を弾道を描いて飛ぶ対地ミサイルのこと。弾道弾とも呼ばれる。弾道ミサイルは最初の数分の間に加速し、その後慣性によって、いわゆる弾道飛行と呼ばれている軌道を通過し、目標に到達する。

## 歴史

### V2/A4

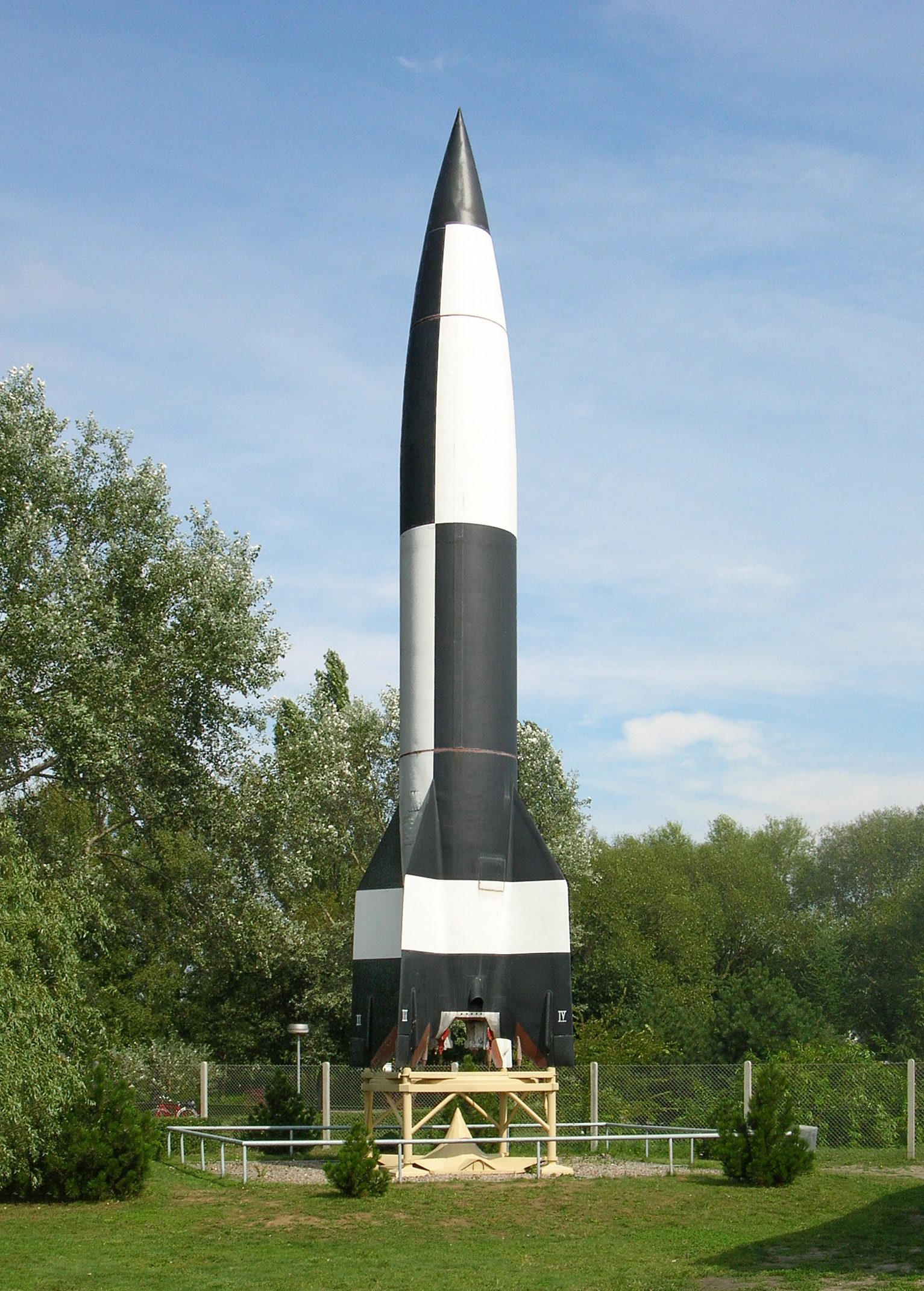
ペーネミュンデ博物館のV2

世界初の弾道ミサイルは、第二次世界大戦中にナチス・ドイツがヴェルナー・フォン・ブラウンに依頼し開発したアグリガットA4を兵器転用したV2ロケットである。液体酸素とエタノールを燃料とするこのミサイルは大戦中に3000発以上が使用され、主にロンドン、アントワープなどへの攻撃に使われたが、製造コストに比して誘導装置の精度は低かったために費用対効果が悪く、また超音速で飛来するために既存の兵器では迎撃が不可能であり、ゆえに被害を防ぐためには発射地点を叩くほかなく、却ってヨーロッパ本土進攻の動機づけとなったとも言われ、戦局を変えるには至らなかった。
アグリガットはシリーズ化されており、固定翼を搭載し弾道飛行終末段階で滑空するA4b、ヨーロッパから北米が攻撃可能な射程を持ったA9/A10など、開発も進めていたが終戦により中止となった。

### R-7とR-11
大戦終結後、ナチス・ドイツのロケット技術は戦勝国によって持ち出され、これを元にそれぞれの国で独自の研究が始まった。アメリカやイギリスが鹵獲した完成品の打ち上げテストで満足している中、ソ連だけは熱心に研究を進めていた。ソ連はドイツに残っていた資材を用いて自国でV2/A4を生産した他、改良版であるR-1(SS-1A)、拡大版であるR-2(SS-2)、ソ連の独自技術を加えたR-5(SS-3)がコロリョフ設計局を中心に次々と開発された。この後、コロリョフ設計局はより大型化した大陸間弾道ミサイル(ICBM)であるR-7（SS-6）、R-9(SS-8)を開発し、ソ連領内から北米を射程圏内に収めるようになる。これらのミサイルはまだ信頼性が低く、また、少数が配備されたに過ぎないが、大陸間弾道弾の出現は当時まだ大型ミサイルが無かったアメリカをパニック状態に陥れた。こののち開発されたR-16(SS-7)が1962年に大量配備され、ようやくソ連の核攻撃能力が実効性のあるものとなった。
V2/A4の設計を元に、常温保存が可能な液体燃料を使用する別のエンジンを備えたミサイルがR-11(SS-1B)であり、スカッド(Scud-A)のNATOコードネームが与えられた。R-11はさらにエンジンが改良されたR-17(SS-1C Scud-B)となる。R-17はソ連の軍事援助によって各地に輸出され、その後の多くの紛争で使用された他、リバースエンジニアリングによって誕生した多くの派生ミサイルの先祖となった。

### ミサイル・ギャップ
アメリカにおけるロケット関連の研究は、戦争直後は低調であった。空軍のマタドールやメイス、海軍のレギュラスのように、アメリカはむしろ有翼の巡航ミサイルの開発に熱心であった。しかしながらアメリカに渡ったV2/A4開発チームの主要メンバーであるフォン・ブラウンとドルンベルガーらは陸軍と組んでロケットの開発を続けており、1959年にはアメリカで最初の弾道ミサイルであるレッドストーンが西ドイツに配備されている。一方大型化にあたっては、まずレッドストーンの後継として空軍のソーと陸海合同のジュピターが計画されたが、後に海軍は計画から降り、独自に固体燃料のポラリスを開発する。その後国防総省の決定で中・長距離弾道ミサイルの管轄が空軍にまとめられることになり、ジュピターもまた空軍のミサイルとなる。ジュピターは1959年にトルコとイタリアに、ソアーは1958年にイギリスに配備された。
1957年のソ連のR-7配備と、人工衛星スプートニク1号の打ち上げはアメリカ国内にスプートニク・ショックおよびミサイル・ギャップ論争と呼ばれる政治的議論を発生させた。1960年アメリカ合衆国大統領選挙において民主党候補者のジョン・F・ケネディはミサイル・ギャップの原因として共和党の国防政策を強く批判し、勝利の要因の1つとなった。ところがケネディ政権の国防長官ロバート・マクナマラはミサイル・ギャップはそもそも存在せず、むしろアメリカのほうが弾道ミサイルの開発、配備数どちらもソ連を大きくリードしていることを知った。共和党の候補者リチャード・ニクソンはU-2などの情報収集に支障が生じることを恐れて反論しなかったとされている。

### SSBNの出現

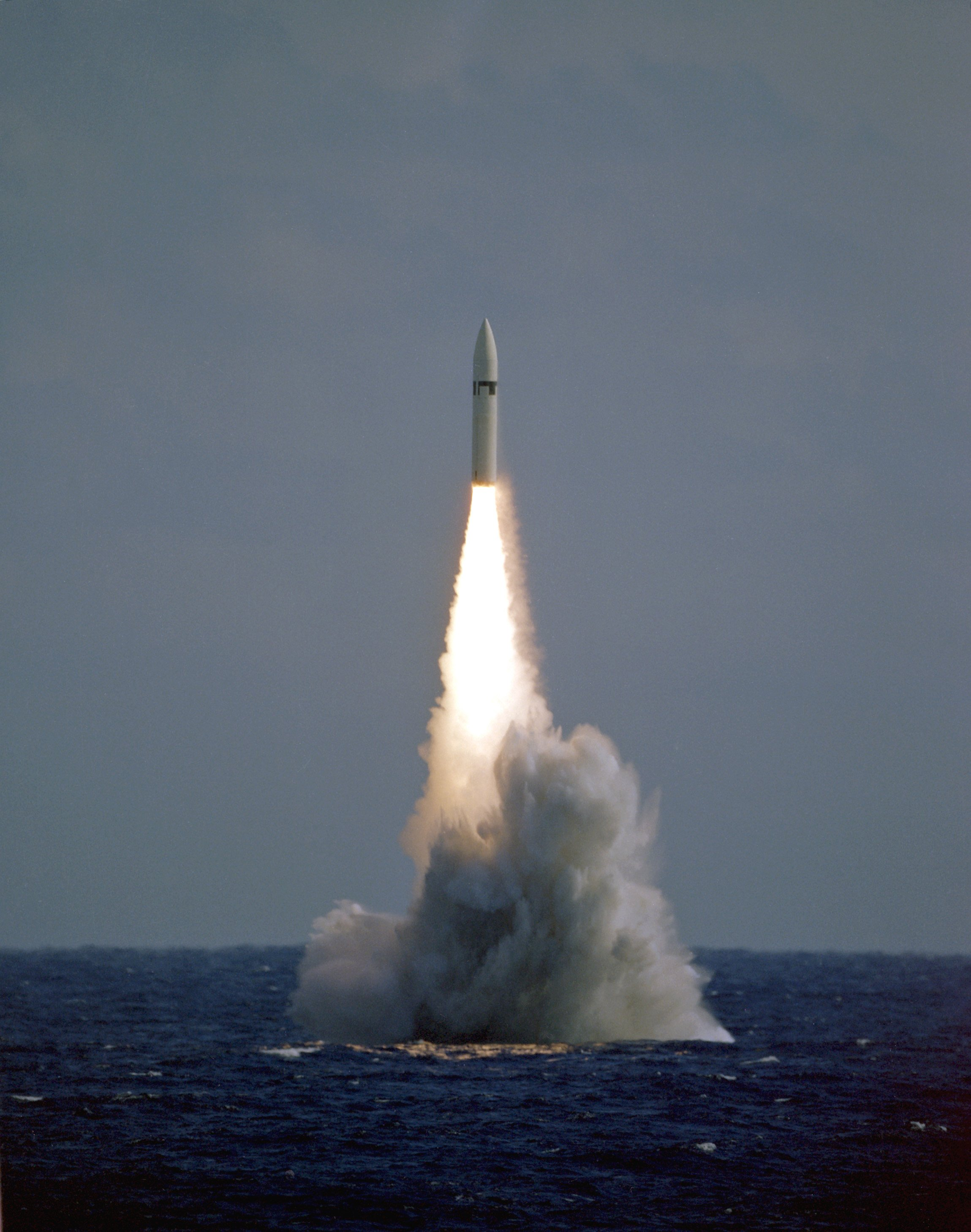
ポラリス

V2/A4の発展計画の一つに水密の大型キャニスターに納めたミサイルをUボートで北米沿岸まで曳航し、発射するという物があった。実現はしなかったが潜水艦から弾道ミサイルを発射するアイデアがかなり初期から検討されていた事がわかる。ソ連は1959年にR-11(SS-1B)を改良したR-11FMを開発し、これをズールー型通常動力潜水艦に搭載して、史上初の潜水艦発射弾道ミサイル(SLBM)とした。その後アメリカで原子力潜水艦(SSN)が開発され、ポラリスA-1ミサイルが実用化されると、このミサイルを搭載するジョージ・ワシントン級潜水艦発射弾道ミサイル搭載原子力潜水艦(SSBN)が1960年に実戦配備される。米海軍のSLBMは、こののちポセイドンからトライデントへ進化している。
SSNの開発に遅れを取ったソ連で最初のSSBNであるホテル型原子力潜水艦が就役したのは1960年だった。また、イギリスとフランスもSLBMを自国の核戦力の主力としており、イギリスはアメリカからトライデントD-5を購入してヴァンガード級原子力潜水艦に搭載し、フランスは自国開発のM45もしくは後継のM51を搭載したル・トリオンファン級原子力潜水艦を運用している。中国も独自に開発したJL-2を搭載する094型原子力潜水艦を6隻運用している。

### キューバ危機

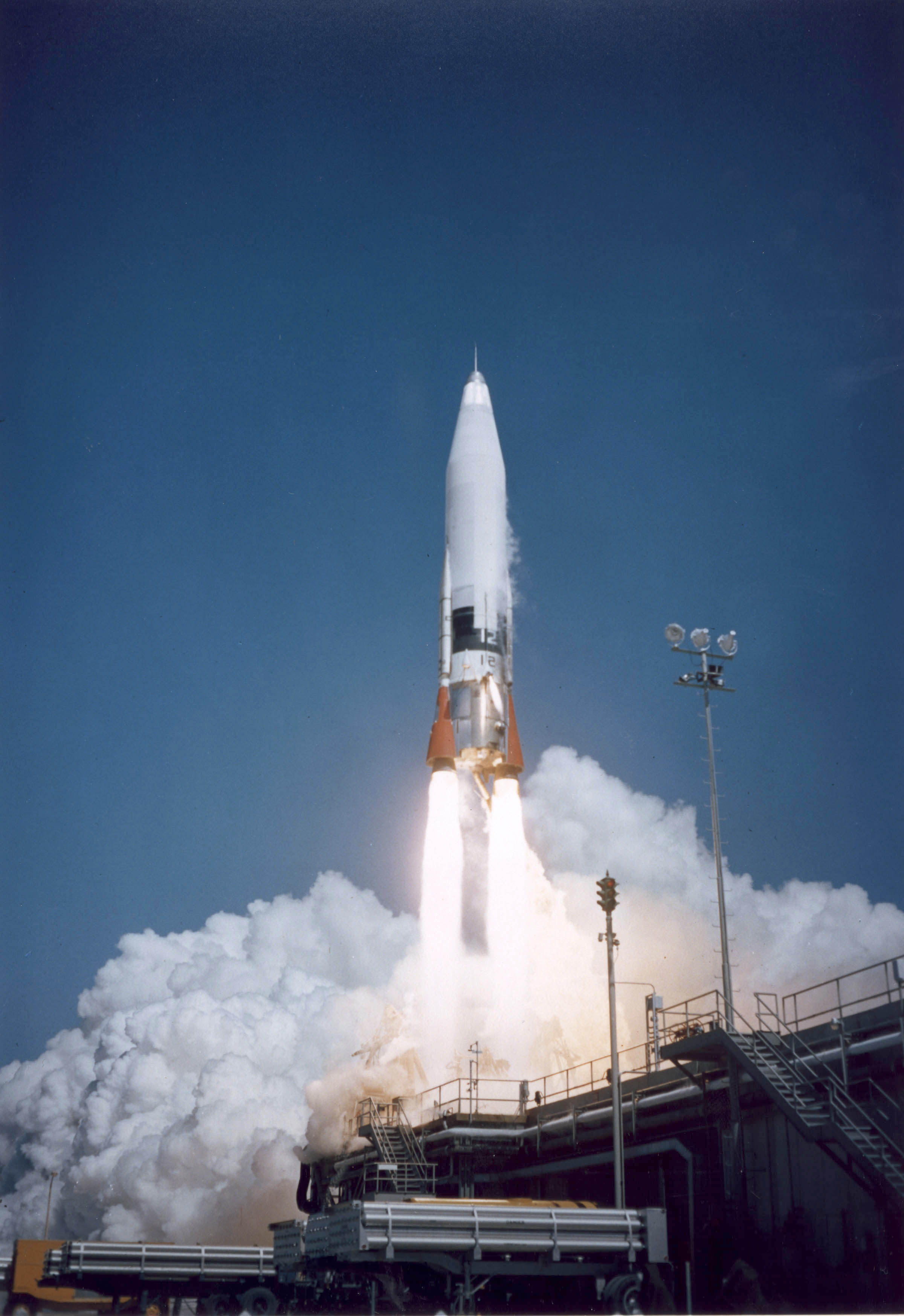
アトラス

1962年には中距離弾道ミサイル(IRBM)のR-12（SS-4）がキューバに配備された事を契機としてキューバ危機が発生している。キューバ危機の間、デフコン2が発令され、北米配備のICBMであるアトラス、タイタンI、試験配備が始まったばかりのミニットマンIと、イギリスに配備されたソアーIRBM、トルコ、イタリアに配備されたジュピターIRBMは実際に発射準備態勢に入った。ソ連でもR-7が発射台上で待機状態となり、キューバに配備されたR-12が発射準備態勢に入った。このような状況はキューバ危機の時が最初で、以後はそのような事態は発生していない。

### ICBMの発展
アメリカで最初のICBMがアトラスである。アトラスは1959年に配備され、1965年まで使用されている。この後、タイタン、ミニットマン、ピースキーパーが開発されている。ミニットマンIIIとピースキーパーはMIRVとなった。
一方のソ連ではR-36(SS-9)、UR100(SS-11)、RT-2(SS-13)から、MR UR100(SS-17)、R-36M（SS-18）にいたってMIRV化されている。START-IIによってR-36Mが退役した後は、単弾頭のRT-2PM1/M2 トーポリMが配備されている。ソ連では道路移動式ICBMとして初期のRT-21(SS-16)から現在のRT-2PM(SS-25)までが開発されている。
中国では、アメリカで弾道ミサイルの開発を行っていた銭学森の主導でソ連から提供されたR-2(SS-2)を基に弾道ミサイルの開発を進め、1964年に核実験に成功すると核弾頭装備の東風2号が1966年から配備され、大韓民国や日本を攻撃する能力を得た。続く東風3号でグアム、東風4号でハワイ、東風5号でついに中国西部から北米を攻撃する能力を得た。東風3号は、1988年に通常弾頭のものがサウジアラビアに売却されている。

### 弾道ミサイル技術の拡散
1970年代から、弾道ミサイル技術は中小国も取得できるようになった。ソ連は安価な短距離弾道ミサイルのスカッドをエジプト、イラク、シリア、リビアなどに輸出し、1980年代には弾道ミサイル技術を重要な外貨獲得手段とみた中国や北朝鮮などによってさらにパキスタン、イラン、イエメン、トルコなど中近東を中心に拡散し（中東におけるロケット開発）、イラン・イラク戦争ではイランとイラクの双方が使用した。2007年時点で45ヶ国が弾道ミサイルを保有していると見られている。このような弾道ミサイル技術の広まりに対して拡散に対する安全保障構想（PSI構想）が実施されるようになった。

## 特徴と使用目的
弾道ミサイルの特徴としては、長射程、高角度・高速での落下、高価、低い命中精度が挙げられる。

### 迎撃が困難
弾道ミサイルを撃墜しにくい理由にはいくつかの要因がある。

#### 移動式と潜水艦発射

道路移動型の東風17号

一箇所に据え置いている発射台方式やサイロ方式は別にして、鉄道上や道路上を移動できる『移動式弾道ミサイル』や海中を移動できる潜水艦を利用した潜水艦発射弾道ミサイル（以下SLBM）は発射装置自体が必要に応じて移動するため、発射する前に発見するのが困難になる。ナチスドイツではUボートにA4を搭載するため、耐圧カプセルを研究していた。
潜水艦発射弾道ミサイルは偵察衛星からその姿を発見するのは困難になる。潜航中の潜水艦に対してはゴーサイン・標的・発射する日時は長波無線通信を使った暗号で送られる。
実際に衛星の無い時代にはV2ロケットはトラックに牽引されて運ばれる方法で、森の中の道路から発射する運用だったことから、敗戦まで1度も発射前に発見・妨害されたことがなかったとされる。

#### 発射直後の落下地点予測
弾道ミサイルは発射後暫くほぼ垂直に上昇して徐々に燃料を燃焼させて切り離していくことで大気圏を越えた後に、大気圏にて誘導装置のついた弾頭が徐々に向きを変えて目標に落下するように調整するという仕組みになっている。北朝鮮の場合はミサイルがスカッド・ノドン・ムスダンかで射程は大きく異なるが、『発射直後の時点』には発射した方角自体は分かっても大まかな落下地点さえ分からない段階である。そこからある段階で弾道ミサイルだった場合は大気圏を越える垂直の弾道を描いていくので、発射したのは弾道ミサイルだと確実な断定が出来るようになる。 更に、日本の方向に発射された弾道ミサイルが日本海・日本を越えた太平洋・国土・領海のどれかなどの最初の落下点予測は、敵の弾道ミサイルの発射から数分後の大気圏での誘導装置による攻撃目標に向けて弾道ミサイルが調整段階にある時にある程度判明する。Jアラートはこの段階で日本の領土・領海に落下する可能性があると判断した場合には、この時点で何かしらの落下してくる可能性が0でないエリア毎でかなり幅広い範囲で警報がなされる。これは発射後にミサイルの弾頭を大気圏で誘導装置が調整し出した早い段階で詳細な落下予測以前に、誘導装置の故障での調整段階での落下地点からの移動・迎撃時の破片の落下の可能性にも備えさせるための警告が出来るシステムでもあると評価されている。

### 命中精度の低さ
基本的に弾道ミサイルの原理は、最初の数分間加速した後は慣性で飛行するというだけである。つまり最初の数分間で到達した速度によって、着弾地点はほとんど決まる。加速終了地点から着弾地点までの距離が短ければその差はそれほど問題にはならないが、弾道ミサイルは数千km単位で飛ぶためその誤差は徐々に大きくなり着弾地点では大きな差となってしまう。よって弾道弾が長射程になるほど、その誘導装置は高度な技術が必要で高価となり、開発国の技術レベルが国家の戦略にも影響を与える。
命中精度の指数であるCEP（半数必中界）は100m-2km程度で、優秀であるほど兵器としての運用の柔軟性を持つ。米ソ（ロシア）の保有するICBMの飛翔距離は1万キロメートルを超える射程であるにもかかわらず、CEPは100-200メートルである。CEPが小さければ、統計的に見て着弾地点を目標に近付けることができるため、弾頭威力が低くとも目標に対して十分な破壊力を発揮する事ができる。
弾頭威力が低くても構わないということは（その技術があると言う前提ではあるが）弾頭の小型化を図ることができ、弾道弾の搭載量が充分であれば多弾頭化(MRV)を行う事ができる。誘導技術がさらに進歩するならば、複数個別誘導再突入体(MIRV)が可能になり、さらには大威力弾頭で大雑把に広範囲の施設を破壊するだけのカウンターバリュー戦略から、軍事目標を選択して重要な拠点のみを攻撃するカウンターフォース戦略に選択肢を広げる事が可能となり、膨大な火薬の使用や不必要な破壊を防ぐ事ができる。
この誘導装置の能力（命中精度）から、目標を破壊するための所要威力が算定され、その威力を発揮する核弾頭の小型化が困難であれば、弾頭は大型化し、弾道弾のペイロードを食いつぶすために必然的に単弾頭化し、射程も短くなる。弾道ミサイルには艦船や特定施設（レーダーサイト・港・空港・原子力発電所・司令部等）を、通常弾頭で命中を期待できるピンポイント攻撃能力はなかったが、1960年代のソビエト連邦はアメリカの技術的な進展を危惧して、地図上の重要都市を実際の場所から数十キロ単位で意図的にずらして表記するなどの対応を行っていた。21世紀では海上の艦船を攻撃対象とした対艦弾道ミサイルの開発が中国やインド、イランで行われている。通常弾頭の場合、弾道ミサイルで海上にいる艦船を正確に攻撃する必要がある。
北朝鮮は、保有する弾道ミサイルの誤差が1kmほどであり、弾道ミサイルと核兵器をセットで開発して、敵目標の壊滅効果を高めている。弾道ミサイルを原子力発電所など「特定の施設」に狙って撃ち込まれるという誤解があるが、そもそも命中率が低いからこそ、弾頭に核兵器を積んで『目標の誤差などを無視』して、攻撃目標を殲滅させるのである。

### 価格
価格は極端に差があるため一概には言えないが、例えばアメリカ海軍が使用する潜水艦発射弾道ミサイル（以下SLBM）トライデントD5は1基3,090万ドルと公表されている。アメリカ海軍が現在調達を進める戦闘機F/A-18E/Fスーパーホーネットが3,500万ドル、世界で3,000機を販売することで調達価格を抑えることを目的として開発されたF-35JSF の内最も高価なB型が1機あたり約1億7,700万ドルと言われる。
それに対して弾頭の重量は数百kg-数トン程度であるため、通常兵器として使用するには費用対効果の面から見た場合最悪と言える。しかし、湾岸戦争時のイラクのように、旧式で命中精度も劣る弾道ミサイルを心理作戦に用いる場合もある。
V2のコストは4発で爆撃機1機に匹敵した。また1/10の価格で生産されるV1の方がより多くの損害を与えたことが判明している。

## 構造
基本的にはロケットと同じ構造であるため、通常の衛星打ち上げ用ロケットとして転用される物もある。頂部に搭載されるのが爆弾か人工衛星かの違いに過ぎない。例えば衛星打ち上げ用タイタンロケットはICBMとして開発されたものが衛星用に転用されたものであり、ソユーズA型ロケットは宇宙船を核弾頭に積み替えるだけで弾道ミサイルに転用できた。ミサイルの段数はSRBM、準中距離弾道ミサイル（以下MRBM）程度だと1段、IRBMだと2段、ICBMでは液体燃料の場合2段、固体燃料の場合3段が多い。
逆に自国の技術で衛星を打ち上げられる国は事実上ICBM技術を持っていると見なされる。特に下記燃料と保管の問題から、固体ロケットによる打ち上げ技術を持つ国は注目される事になり、ミューロケットの技術を持つ日本もまた例外ではない。

### 弾頭
ミサイルの弾頭は容量や重量が限られるため、核兵器・化学兵器をはじめとする大量破壊兵器を搭載することが検討される。特に長距離弾道弾については大気圏外から落下してくるものであり、速い降下速度による空力加熱のため、弾頭は高温となる。このため、生物兵器や化学兵器を搭載しようとすれば、これらが無力化しないような工夫が必要となる。高い成層圏より落下してくる弾頭は再突入体と呼ばれ、その形状は空気による減速が適度で、落下方向がぶれずに安定するよう円錐型をしていて、空力加熱による高熱から内部を守るために耐熱層を備える。

#### 複数弾頭

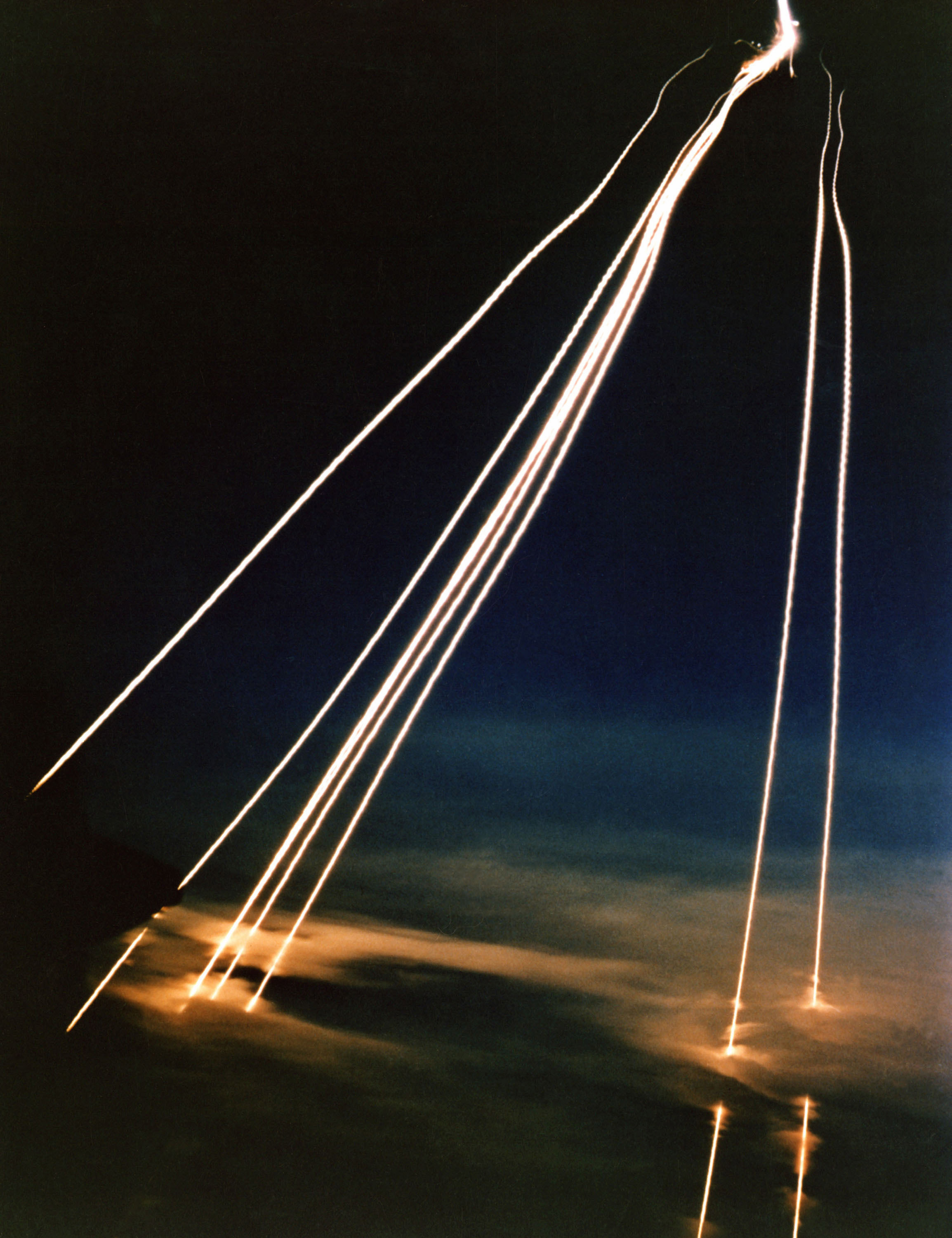
ピースキーパーのMIRVの軌跡

弾道ミサイルに搭載される複数弾頭にはMRV、MIRV、MaRVが挙げられる。核弾頭の小型化およびロケット技術の向上による大推力化により、一基のミサイルに複数個の弾頭を搭載できるようになった。これは、ミサイルの効率的な利用ができるほか、迎撃ミサイルに対する回避手段としても有効なものである。始めにMRV（Multiple Reentry vehicle,複数再突入体）が開発された。MRVは同一目標に対するもので、各弾頭は似たような軌道を取る。ポラリスA-3はMRVであり、3個の弾頭を搭載している。
MIRVは複数個別誘導再突入体などと呼ばれるもので、これは文字通り複数の弾頭を装備し、それぞれ別の目標に対して攻撃が可能な弾頭である。MIRVやMRVを導入するには核弾頭の小型化技術が必要で、21世紀初頭現在で多弾頭化された弾道ミサイルの開発に成功した国はアメリカ、ロシア、中国 のみで、フランスはアメリカの技術協力を受けてMRVを開発し、イギリスはミサイルをアメリカから購入している。
MaRVは機動式再突入体と言われる。これも文字通り再突入時に迎撃を回避したり命中率を高めるための弾頭であるがあまり使用されていない。
これら複数弾頭のミサイルは再突入体の分離時、本物の核弾頭の他にデコイやチャフなど、ペネトレーション・エイドと呼ばれる敵の迎撃を困難にするための攪乱手段を備えたものもある。ただ、重量の軽減のため、風船のように内部が空洞のデコイは空気の希薄な成層圏でのみ有効で、空気抵抗の大きい大気圏に落ちてくる頃には本物とは違った軌道をとるので地上の迎撃側では容易に峻別できる。冷戦終結によって、弾頭の搭載数を米ソ双方で減少・制限されており、これらの新たな兵器開発も停止されている。

### 燃料
燃料は、初期の頃は液体燃料が使われていたが、現在は固体燃料が主流となっている。初期の液体燃料は酸化剤に液体酸素を用いていたためにミサイルに搭載したまま保存しておくことが不可能で、発射命令が下ってから燃料注入を行い、実際に発射態勢に成るまでに数時間かかり、即応性に問題があった。現在の弾道ミサイルに使用される液体燃料（非対称ジメチルヒドラジンと四酸化二窒素の組み合わせなど）の場合、ミサイルに搭載したまま長期間の保存が可能であるため即応性に関しては固体燃料との差は無い。
現在において液体燃料と固体燃料の差は比推力と毒性、安全性、それにコントロールのしやすさである。液体燃料は固体燃料より比推力が大きいためミサイルを大型化できるのが一般的であるが、その代わりに燃料は有毒で2種類の燃料が混ざっただけで発火するため取り扱いには注意が必要である。それに対して固体燃料は段数が1段増えてしまうものの、固体であるため付近で火災などない限り問題は無く、その点は液体燃料に比べ優れている。また、固体燃料は1度点火したら推力の調整も何もできず最後まで燃えてしまうが、液体燃料は燃焼量の調整により速度のばらつきを抑制できるため、固体燃料よりも命中精度は高いとされる。ただし誘導方式にも左右されるため、液体固体の違いによる大きな差はない。

### 誘導方式
戦略核兵器が使用される状況、すなわち核攻撃下における確実な反撃を考えるならば、GPSや無線誘導などは誘導方法として考慮されない。なぜなら、最悪の場合、大統領が専用機（E-4 NEACP National Emergency Airborne Command Post）からの発射命令を下すだけというケースもありうるためである。故にGPSやロランといった航法支援を受けない完全なスタンドアローンが求められる。そのため、現代においてもINSやアストロトラッカー（天測航法装置）による誘導がほとんどとなる。通常弾頭の対地ミサイル（兵器や軍事施設を目標としたもの）の場合レーダーや赤外線で目標を捕らえるが、弾道ミサイルによって運搬される弾頭（再突入体）自体にはエンジンなどは搭載されていないため、弾頭がミサイルから切り離されて大気圏に再突入を開始した後の軌道変更は不可能である（エンジンなどを搭載したMaRVと呼ばれるものも存在するが例外的）。しかしながらその誘導精度は高く、最も性能の高いアメリカ製ICBMピースキーパーは、CEPにおいて90メートルという数値を持つ。これは単純な相互確証破壊(MAD)による破壊力の追求から、軍事目標を攻撃する能力が求められるように戦略そのものが変化したためで、小型化によって多弾頭化を果たしつつ、威力の低下（W87熱核弾頭で300キロトン）があっても硬化サイロを格納したICBMごと破壊することが可能となっている。300psiの爆風に耐える硬化サイロが目標の場合、CEPが500フィート（152メートル）であれば500キロトンの弾頭威力であっても99パーセント以上の確率で破壊できるが、5,000フィート（1,524メートル）になると1メガトンの弾頭では12パーセント、5メガトンの弾頭を使用しても34パーセントでしかなく、CEPが10,000フィート（3,048メートル）ともなればほぼ不可能となる。
アメリカ海軍が使用するトライデントD5では更に命中精度を高めるためGPSを併用した誘導システムの試験が行われたことがある。これは通常弾頭の使用を考慮して行われた試験であると言われるが結局費用対効果の面から不要と判断されたのか実用化にはいたっていない。

### 宇宙ロケットとの違い

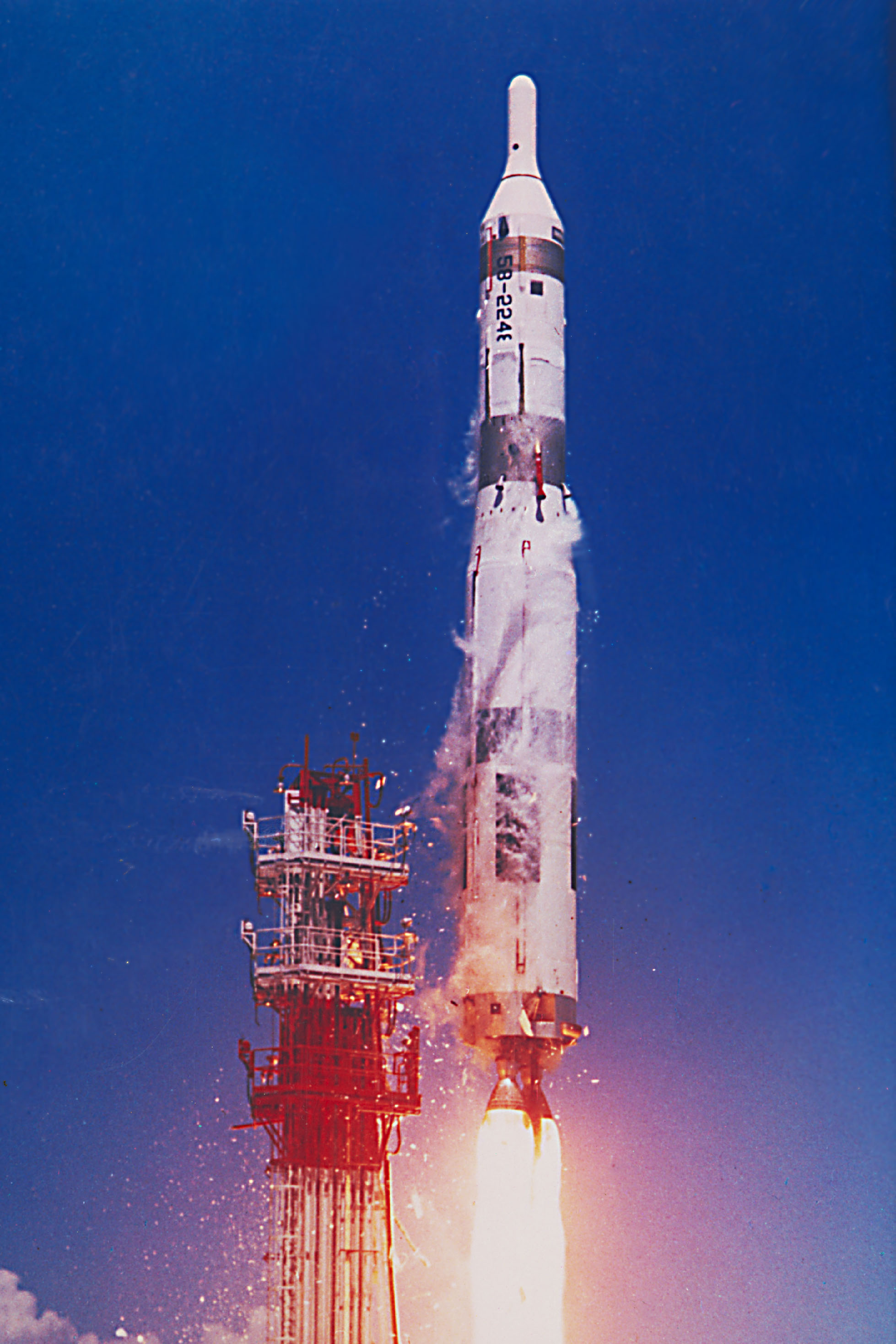
ケープカナベラル空軍基地で打ち上げられる人工衛星打ち上げ用タイタンI

長射程の弾道ミサイルと宇宙ロケットとの基本的な構造の差は少ない。大雑把に言えば、大射程の弾道ミサイルから弾頭を外し、代わりに小規模な上段ロケットを追加すれば衛星打上能力を獲得しうる。世界初の人工衛星スプートニク1号を打ち上げたR-7はSS-6の改良型であり、アメリカ初の人工衛星エクスプローラー1号を打ち上げたジュノー1はレッドストーンの改良型である。また、今日においてもロシアのロコットやアメリカのミノタウロスIVなど、現役を退いた弾道ミサイルを改修して衛星打ち上げに転用するケースは珍しくない。
しかし、平時に商業目的で打ち上げられる宇宙ロケットには弾道ミサイルのような即応性は求められず、前述の弾道ミサイル転用タイプを除けば安価で毒性が無い液体水素や液体酸素などが用いられている。これらはロケットへの充填に長い時間が必要であり、敵の先制攻撃への対応能力が無きに等しくなるため兵器としての使用は殆ど不可能である。これに対し、サイロや車両、艦船など限られた保守体制であっても発射可能な状態で保管しなければならない弾道ミサイルは、経済性や安全性に目を瞑って猛毒だが常温保管可能な推進剤を選択したり、推進効率が落ちても固体燃料を選択する事になる。宇宙ロケットにも固体燃料を使うものはあるが、打ち上げスケジュールに合わせて経済性を優先して生産される。経済性や効率を無視してでも安定して長期間の保管が要求される軍用のミサイルとは成分製法価格に違いがある。
双方に求められる性能も、宇宙ロケットは比推力や経済性や信頼性であるのに対し、弾道ミサイルは即応性やメンテナンスの容易さなどとなる。双方の積荷の値段や価値には大きな差があることもそれに関係する。ミサイルは極端なことを言えば1発が不具合等で目標に当たらなくても予備を打てばよいが、こちらが攻撃される前に撃つ必要がある。宇宙ロケットは一点物の衛星や人間、その他物資を確実かつ安価に宇宙へ運搬する必要がある。

## 飛行経路
弾道ミサイルは、弾道飛行(sub-orbital spaceflight)と呼ばれる軌道を飛行する。発射後、まず燃料をすべて使って最高1,000km以上の遠地点高度まで上昇（スペースシャトルの周回軌道は高度300-400km程度）、その後慣性で飛行し、その位置エネルギーを速度に変換しながら落下する。通常のボールなどを飛行機などから落としても空気抵抗があるため思いのほか速度は伸びないが、弾道ミサイルは上昇時に与えられる速度エネルギーと高高度による位置エネルギーによって地上到達時の速度が秒速数kmにまでなる。
すなわち、遠地点での高度こそ高いものの、スペースシャトルや人工衛星のような速度・軌道には到達しない。
さらにその弾道にも、大きく分けて2つのタイプがある。
ミニマムエナジー軌道
比較的低い軌道を取り、効率的に飛翔させる軌道。
ロフテッド軌道に比べ、射程を遠くまで取ることができるが、終末速度があまり速くならず高度も低いため、迎撃されやすい。
ロフテッド軌道
比較的高い軌道を取る軌道。
高い軌道を取る上、終末速度も上がるために迎撃されにくいが、位置エネルギーを稼ぐ必要があるために射程はミニマムエナジー軌道で飛ばすより短くなる。

・さらにこれ以外にもディプレスト軌道がある。これは高度をかなり低くすることで射程はかなり犠牲になるが地球の丸みを利用して探知を遅らせたり、迎撃を困難にする事ができる。

## 発射母体
弾道ミサイルの発射母体にはサイロ、潜水艦、車両などがある。

### 車両・列車

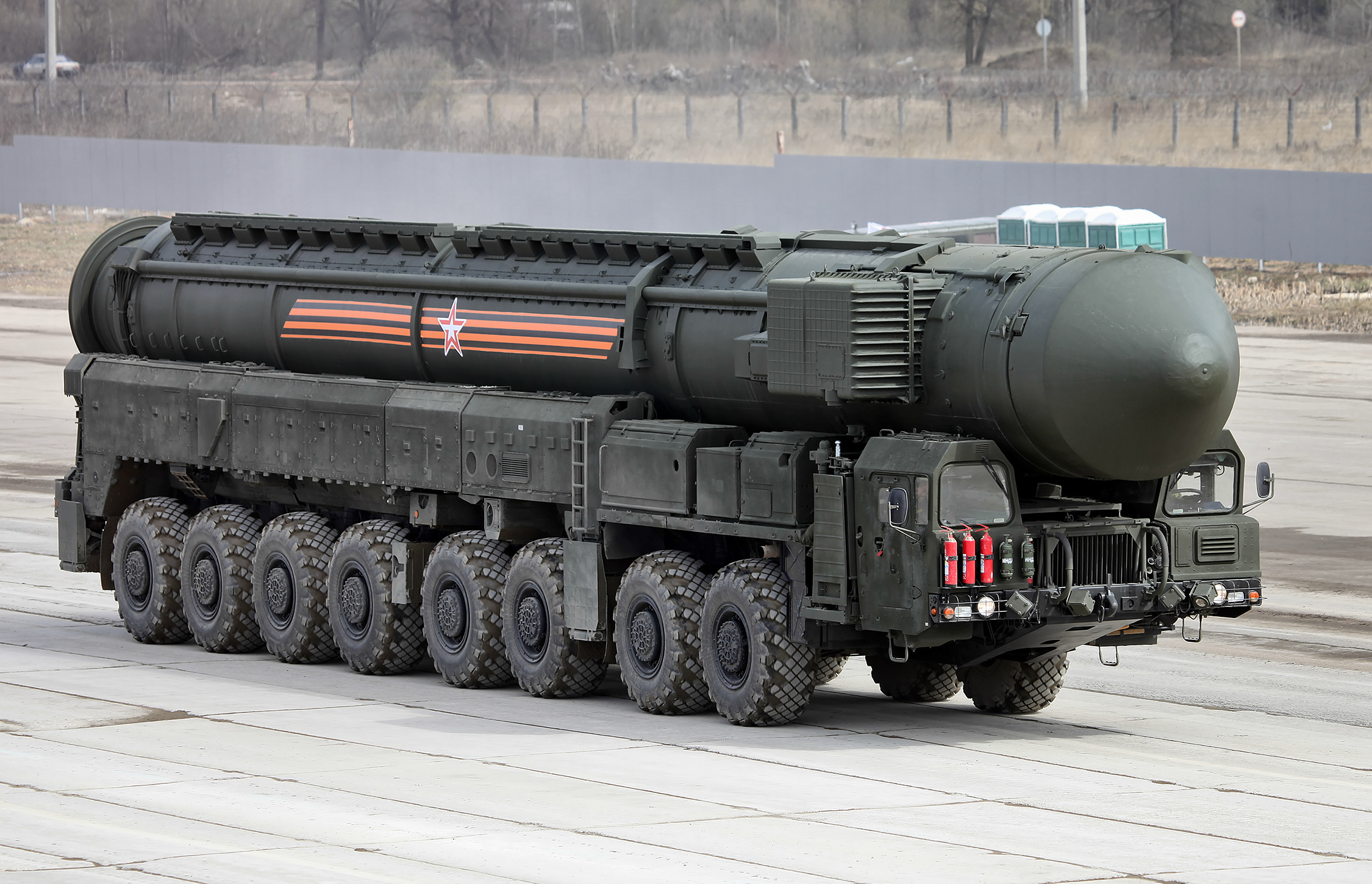
RS-24の輸送起立発射機

発射台付き車両（輸送起立発射機） や列車も移動ができるため比較的発見されにくいが、陸地にいるため潜水艦より発見されやすい。大陸間弾道ミサイルではロシア、北朝鮮、中国がこの方式のものを保有している。
ミサイルを搭載した車両は大型の特殊車両であり、移動の自由度は大型トラックと比べればかなり制限される。移動すると自位置の正確な測定が困難になるので、サイロに比べ慣性誘導の精度は低くなる。湾岸戦争では、イラク軍がこの種の発射台に搭載されたスカッドを使用した。本物の車輌に加え、多数のダミーも使用されたため、米英軍はこれを捕捉するために大量の戦力を投入したにも拘らず、成果は思うように上がらなかった。そのため、この種の兵器の実用性が確認された（R-17（SS-1C））。

### ミサイルサイロ

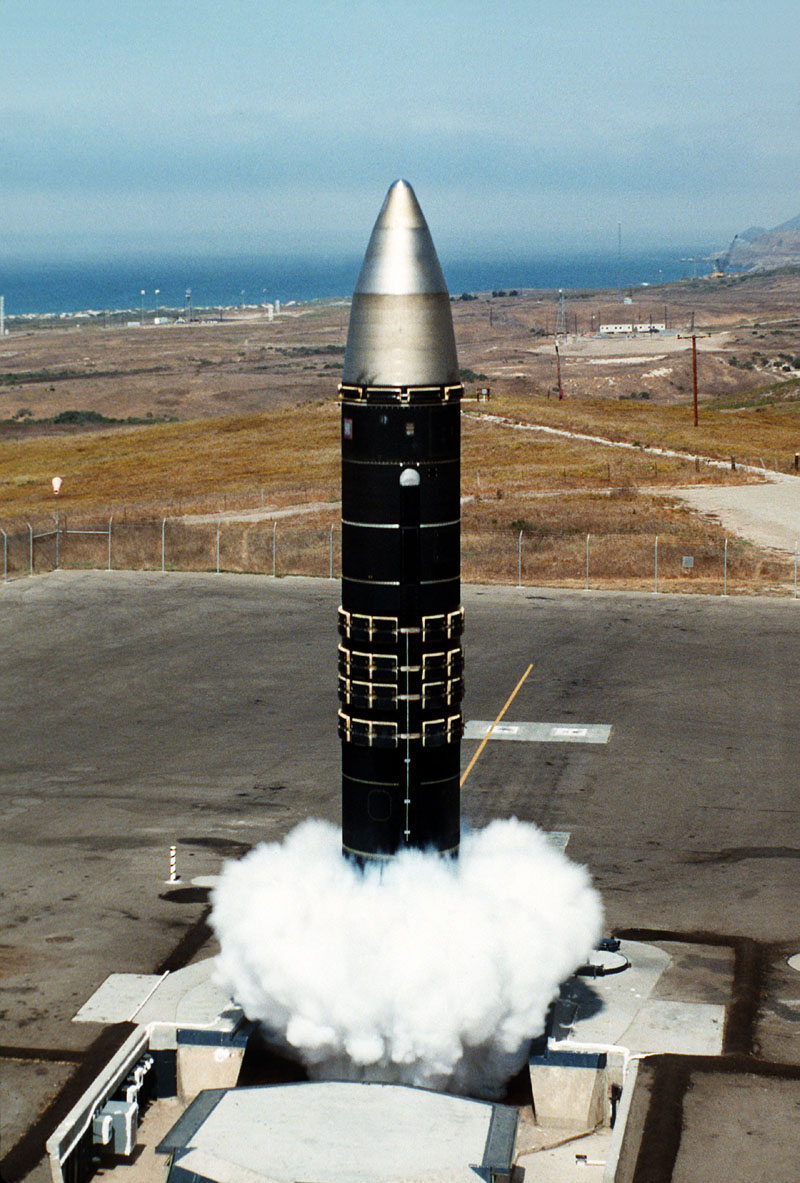
サイロを出るピースキーパー

ミサイルサイロは地下に作られた弾道ミサイルの基地である。サイロは偵察衛星などで容易に発見されてしまうが、サイロ自体が非常に強固な構造となっているため、かなりの近距離で核弾頭が爆発しない限り破壊されることはない。また、慣性誘導の精度は、発射母体の位置をどれだけ正確に把握できるかが鍵となる。サイロの位置は当然のことながら正確に把握されているため、搭載される慣性誘導装置の精度は他のものに比べ必然的に高くなる。そのためサイロに格納された弾道ミサイルは、主に敵ミサイルサイロなど高い命中率が要求される目標に対して使用される。
ミサイルサイロからの発射は通常ホットローンチ方式であり、ミサイルを発射する際にロケットエンジンから出る強い炎や気流によってサイロの内部機器が損傷され、相当の修理が必要になるか、再利用することが不可能になる。そのためソ連・ロシアのR-36やアメリカのピースキーパーでは、コールドローンチ方式と呼ばれる、エンジン点火前にミサイルの本体を圧縮空気などでサイロ外に射出し、サイロ外でロケットエンジンに点火させる方式を採用している。

### 潜水艦
水中にいる潜水艦は陸上発射母体に比べ格段に発見されづらいため攻撃された際も一番生き残る可能性が高いが、その反面自艦の正確な位置の測定が困難であるためサイロに比べると命中精度は低めである。これらの特徴からSLBMは攻撃を受けた際に敵国の都市に対する報復攻撃を行う手段として認識されている。その任務上、常時水中で待機している必要があるため通常は原子力潜水艦が使用される。
当初は発射時に潜水艦が水面に浮上しなければならなかったが、現在では直接水中からミサイルが発射される方式となっている。

### 発射台
ロケットの発射台と同じく、地上に設備を作ってそこから発射するもの。
初期にはこのようなものが作られたこともあったが、偵察衛星や偵察機から容易にその実態をつかむことが可能である。また、発射台にミサイルを備え付けておくと雨風に晒されるため常に備え付けておくことはできず、発射するときは数日から数時間前には発射台に備え付け、発射準備をする必要がある。
偵察衛星により24時間の監視が可能になった後は、発射前からその様子の変化を捉えられ、攻撃機や爆撃機が進入して攻撃、あるいは敵国から巡航ミサイルが打ち込まれると、ミサイルは発射前に破壊されてしまう。また、破壊しなくともその様子が知られれば敵軍は厳戒態勢を取り、マスメディアにその情報を流して牽制することも可能なため、現在弾道ミサイルでこの方法をとっている国はパキスタン程度である。
北朝鮮にあるテポドンの発射台はこの方式であったため、アメリカの偵察衛星に発見され、実際に発射前から情報が写真とともに民間に流されており、現在ではGoogle Earthでも東経129度40分、北緯40度51分にその姿を確認することができる 。

### その他
1950年代には航空機から発射される弾道ミサイル（空中発射弾道ミサイル）も研究されていたが、コストおよび技術面の問題により実用化にはいたっていない。なお、このタイプのロケットは人工衛星打ち上げには有効で、ペガサスロケットが実用化されている。

## 分類

### 射程による分類
現在ある弾道ミサイルは以下のように分類することができる。ただしこの分類は厳格な定義では無い。MRBMを分類に入れない場合やSRBM-IRBMまでをまとめて戦域弾道ミサイル(TBM)と呼ぶ場合もある。現在のところ厳格に定義されているのは米ソ間におけるICBMのみである。
大陸間弾道ミサイル（ICBM）
射程約5,500km以上のもの。米ソ間で結ばれたSALT-IIでは、両国の首都地域（アメリカ合衆国東海岸とヨーロッパロシア）の距離を考慮して、前記距離が定義された。
中距離弾道ミサイル（IRBM）
射程3,000-5,500km程度のもの。
準中距離弾道ミサイル（MRBM）
射程1,000-3,000km程度のもの。
短距離弾道ミサイル（SRBM）
射程約1,000km未満のもの。
対艦弾道ミサイル（ASBM）
海上の艦船を対象としたもの。準中距離または中距離と同程度。
戦術弾道ミサイル
射程300km未満のもの。
戦域弾道ミサイル
射程300km-3,500km程度のもの。

### 発射母体による分類
潜水艦発射弾道ミサイル（SLBM）
射程によらず潜水艦から発射されるもの。
空中発射弾道ミサイル （ALBM）
射程によらず航空機から発射されるもの。
など